# Raymond Elias Feist
Pour les articles homonymes, voir Feist.
Œuvres principales
- La Guerre de la faille
- Les Nouvelles Chroniques de Krondor
- La Guerre des serpents

Raymond Elias Feist, né le 23 décembre 1945 à Los Angeles en Californie, est un écrivain américain de fantasy.

## Biographie
Raymond Elias Feist obtint avec mention son diplôme de Bachelor of Arts en 1977. C'est cette même année qu'il eut quelques idées pour la rédaction d'un roman mettant en scène un garçon destiné à devenir magicien ; deux ans plus tard, il écrivait son premier roman, Magicien, qui fut publié en 1982 par Doubleday.
Il vit actuellement (2005) à San Diego. Passionné de jeux de rôles, il a créé les univers de Midkemia, Kelewan et Novindus dans lesquels se situent ses romans.
Midkemia fut créé à l'origine comme une alternative au jeu de rôle Donjons et Dragons. Lors de ses études à l'université de Californie (San Diego), Feist et ses amis inventèrent un nouveau jeu de rôle basé sur le monde de Midkemia. Ils se nommèrent eux-mêmes « Thursdaynighters » (les nocturnes du jeudi) car ils jouaient dans le monde de Midkemia tous les jeudis soirs.

## Œuvre

### Les Chroniques de Krondor
Dans l'ordre chronologique de lecture :

#### La Guerre de la faille
Cette série est plus connue sous le titre Les Chroniques de Krondor.
1. Magicien, Bragelonne, 2005 ((en) Magician, 1982)
  1. Pug l'apprenti, Florent Massot, 1998 ((en) Magician: Apprentice, 1982)Réédition, Milady, 2011
  2. Milamber le mage, La Reine noire, 1999 ((en) Magician: Master, 1982)Réédition, Milady, 2013
2. Silverthorn, La Reine noire, 1999 ((en) Silverthorn, 1985)Réédition, Milady, 2014
3. Ténèbres sur Sethanon, La Reine noire, 2000 ((en) A Darkness at Sethanon, 1986)Réédition, Milady, 2014

#### La Trilogie de l'empire
1. Fille de l'empire, La Reine noire, 2000 ((en) Daughter of the Empire, 1987)Écrit avec Janny Wurts. Réédition, Milady, 2013
2. Pair de l'empire, La Reine noire, 2001 ((en) Servant of the Empire, 1990)Écrit avec Janny Wurts. Réédition, Milady, 2013
3. Maîtresse de l'empire, Bragelonne, 2004 ((en) Mistress of the Empire, 1992)Écrit avec Janny Wurts. Réédition, Milady, 2013

#### Les Légendes de Krondor
1. Un valeureux ennemi, Bragelonne, 2014 ((en) Honoured Enemy, 2001)Écrit avec William R. Forstchen. Réédition, Milady, 2014
2. Meurtres à LaMut, Bragelonne, 2015 ((en) Murder in LaMut, 2002)Écrit avec Joel Rosenberg (en). Réédition, Milady, 2015
3. Jimmy les Mains vives, Bragelonne, 2015 ((en) Jimmy the Hand, 2003)Écrit avec S. M. Stirling. Réédition, Milady, 2015

#### Le Legs de la faille
1. Krondor : La Trahison, Bragelonne, 2006 ((en) Krondor: The Betrayal, 1998)Réédition, Milady, 2011
2. Krondor : Les Assassins, Bragelonne, 2006 ((en) Krondor: The Assassins, 1999)Réédition, Milady, 2011
3. Krondor : La Larme des dieux, Bragelonne, 2007 ((en) Krondor: Tear of the Gods, 2000)Réédition, Milady, 2011
4. (en) Jimmy and the Crawler, 2013

#### Les Nouvelles Chroniques de Krondor
Cette série est également connue aussi sous les noms de L'Entre-deux-guerres et Les Fils de Krondor.
1. Prince de sang, Bragelonne, 2003 ((en) Prince of the Blood, 1989)Réédition, Milady, 2011 et 2017
2. Le Boucanier du roi, Bragelonne, 2003 ((en) The King's Buccaneer, 1992)Réédition, Milady, 2011 et 2015

#### La Guerre des serpents
1. L'Ombre d'une reine noire, Bragelonne, 2004 ((en) Shadow of a Dark Queen, 1994)Réédition, Milady, 2013
2. L'Ascension d'un prince marchand, Bragelonne, 2004 ((en) Rise of a Merchant Prince, 1995)Réédition, Milady, 2011 et 2013
3. La Rage d'un roi démon, Bragelonne, 2005 ((en) Rage of a Demon King, 1997)Réédition, Milady, 2014
4. Les Fragments d'une couronne brisée, Bragelonne, 2005 ((en) Shards of a Broken Crown, 1998)Réédition, Milady, 2014

#### Le Conclave des ombres
1. Serre du faucon argenté, Bragelonne, 2008 ((en) Talon of the Silver Hawk, 2002)Réédition, Milady, 2016
2. Le Roi des renards, Bragelonne, 2008 ((en) King of Foxes, 2003)Réédition, Milady, 2016
3. Le Retour du banni, Bragelonne, 2009 ((en) Exile's Return, 2004)Réédition, Milady, 2016

#### La Guerre des ténèbres
1. Les Faucons de la nuit, Bragelonne, 2009 ((en) Flight Of The Nighthawks, 2005)Réédition, Milady, 2017
2. La Dimension des ombres, Bragelonne, 2010 ((en) Into a Dark Realm, 2006)Réédition, Milady, 2017
3. La Folie du dieu noir, Bragelonne, 2010 ((en) Wrath of a Mad God, 2008)Réédition, Milady, 2017

#### La Guerre des démons
1. La Légion de la terreur, Bragelonne, 2011 ((en) Rides a Dread Legion, 2009)
2. La Porte de l'enfer, Bragelonne, 2011 ((en) At the Gates of Darkness, 2010)

#### La Guerre du chaos
1. Un royaume assiégé, Bragelonne, 2012 ((en) A Kingdom Besieged, 2011)
2. Une couronne en péril, Bragelonne, 2013 ((en) A Crown Imperilled, 2012)
3. La Fin du magicien, Bragelonne, 2013 ((en) Magician's End, 2013)

#### La Légende des Firemane
Cette série a été décrite par l'éditeur comme n'étant pas connectée à l'univers des Chroniques de Krondor mais une connexion a été crée par la série suivante de l'auteur, The Dragonwar Saga, débutée en 2024.
1. Le Roi des cendres, Bragelonne, 2018 ((en) King of Ashes, 2018)
2. La Reine des tempêtes, Bragelonne, 2021 ((en) Queen of Storms, 2020)
3. Le Maître des fureurs, Bragelonne, 2023 ((en) Master of Furies, 2022)

#### The Dragonwar Saga
1. (en) A Darkness Returns, 2024

### Romans indépendants
- Faërie, Presses de la Cité, 1989 ((en) Faerie Tale, 1988)